# ابرویی زاگرسی
ابرویی زاگرسی (نام علمی: Ophrys carmeli) نام یک گونه از سرده ابرویی است.